# Щербаково (Сладковський район)
Щербако́во (рос. Щербаково) — присілок у складі Сладковського району Тюменської області, Росія.
Населення — 18 осіб (2010, 30 у 2002).
Національний склад станом на 2002 рік:
- росіяни — 84 %